# Thomas Lennon (Dokumentarfilmer)

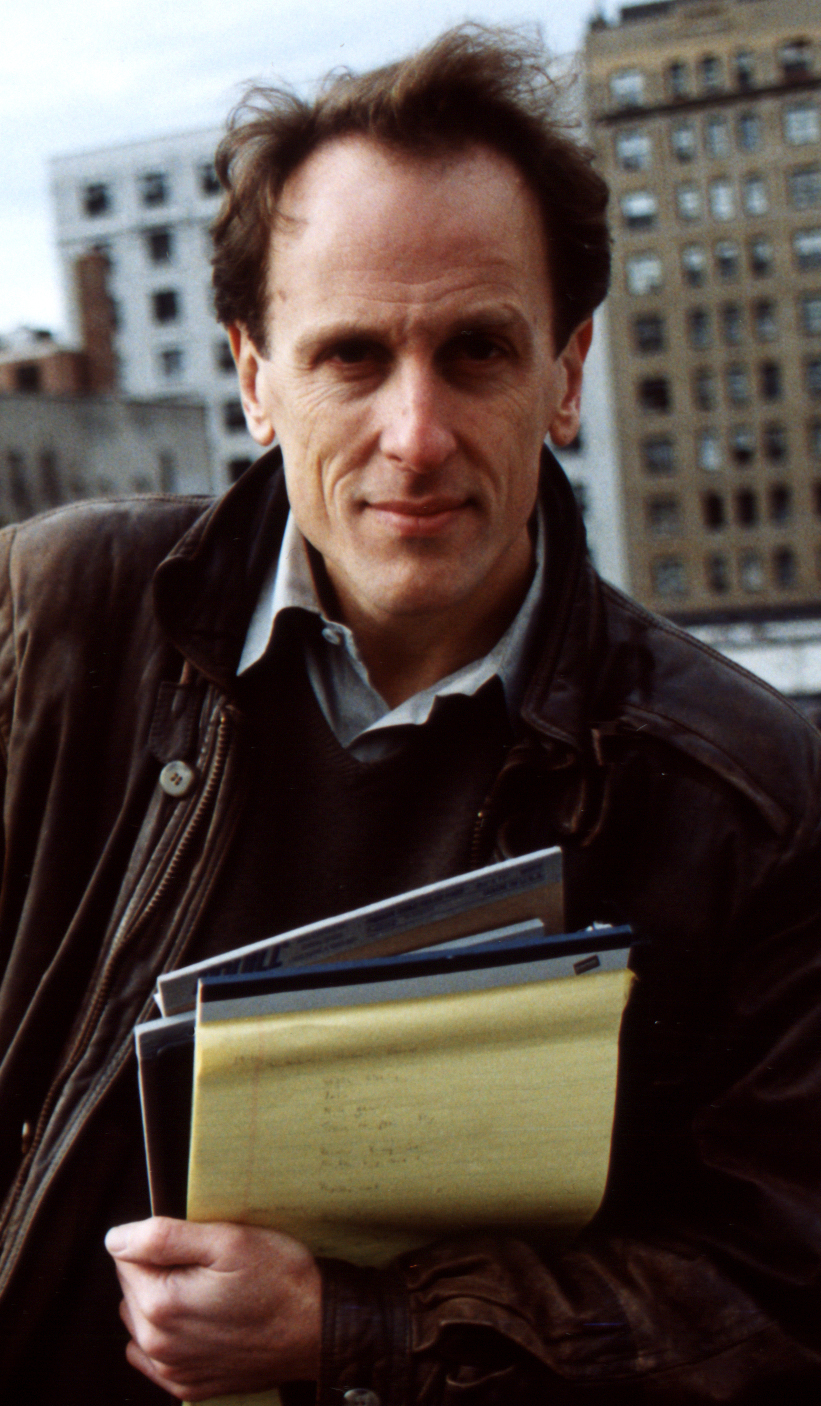
Thomas Lennon

Thomas Lennon (* 20. Jahrhundert) ist ein US-amerikanischer Filmproduzent, Filmregisseur, Drehbuchautor und Dokumentarfilmer.

## Karriere
Thomas Lennons Karriere im Filmgeschäft begann im Jahr 1984, als er für die Fernsehdokumentation To Save Our Schools, to Save Our Children das Drehbuch schrieb und sein Regiedebüt gab. Der Dokumentarfilm wurde auf ABC ausgestrahlt und Lennon erhielt dafür einen News & Documentary Emmy Award. Seit 1989 ist er auch als Produzent tätig, so war er für die Fernsehserie American Experience von PBS verantwortlich, wofür er 1996 eine Nominierung bei den Primetime Emmy Awards erhielt. Danach wirkte er zudem bei den Fernsehserien Frontline, wofür er 1991 und 1994 mit einem WGA Award ausgezeichnet wurde, für vier Episoden der Fernsehserie The Irish in America: Long Journey Home, die von Walt Disney Television in Auftrag gegeben wurde oder auch Becoming American: The Chinese Experience von PBS mit.
Für seinen Dokumentarfilm Die Schlacht um Citizen Kane, der 1996 bei der Fernsehserie American Experience veröffentlicht wurde, erhielt Lennon mit Michael Epstein bei der Oscarverleihung 1996 seine erste Oscarnominierung in der Kategorie „Bester Dokumentarfilm“. Im Film wird dargestellt, wie Medienmogul William Randolph Hearst versuchte, den von Orson Welles gedrehten Film Citizen Kane zu unterbinden, da die Geschichte der Hauptfigur sich zu stark an seiner eigenen Biografie orientierte. Der Versuch sämtliches Material vom Film aufzukaufen schlug fehl, sodass Hearst eine Medienkampagne gegen Welles startete.
Bei Lennons zweiter Oscarnominierung für seine Beteiligung an The Blood of Yingzhou District, der das Leben der Waisenkinder in Fuyang zeigt, deren Eltern durch das Blutspenden an AIDS erkrankten, erhielt er mit Ruby Yang einen Oscar bei der Oscarverleihung 2007 in der Kategorie „Bester Dokumentar-Kurzfilm“. Danach gründeten die beiden Oscarpreisträger das China AIDS Media Project, welches sich in China mit der Aufklärung zum Thema AIDS einsetzt. Ebenso wurde er für den Film The Warriors of Qiugang, der das Leben der Bewohner in der Nähe einer Chemiefabrik zeigt und wie sie wegen der schlechten Umweltbedingungen gegen diese Fabrik protestieren, bei den Oscars nominiert.
Seine vierte und bisher letzte Nominierung erhielt Lennon bei der Oscarverleihung 2018 für seinen Beitrag Knife Skills. Die Auszeichnung erhielt jedoch Frank Stiefel für seinen Beitrag Heaven Is a Traffic Jam on the 405.

## Filmografie (Auswahl)
- 1989–2001: American Experience (Fernsehserie, 4 Episoden)
  - 1996: Die Schlacht um Citizen Kane (The Battle Over Citizen Kane)
- 1990–1996: Frontline (Fernsehserie, 5 Episoden)
- 2003: Unchained Memories: Readings from the Slave Narratives
- 2006: The Blood of Yingzhou District
- 2010: The Warriors of Qiugang (Kurzfilm)
- 2017: Knife Skills (Kurzfilm)